# Polizei-Basis-Gewerkschaft
| PBG Bundesvereinigung der Polizei Basis Gewerkschaft | PBG Bundesvereinigung der Polizei Basis Gewerkschaft |
| Vereinsdaten                                         | Vereinsdaten                                         |
| ---------------------------------------------------- | ---------------------------------------------------- |
| Verbände:                                            | 3 Landesverbände                                     |
| Mitglieder:                                          | unbekannt                                            |
| Bundesvorstand                                       |                                                      |
| Vorsitzender:                                        | Dieter Uekermann                                     |
| stv. Vorsitzender:                                   | Rico Oelmann                                         |
| stv. Vorsitzender:                                   | Gerhard Gaidies                                      |
| Geschäftsführerin:                                   | Yvonne Wetzel                                        |
| Internet                                             |                                                      |
| Website:                                             | [inaktiv]                                            |

Die Polizei-Basis-Gewerkschaft e.V. war gemäß Eigenbezeichnung eine Fachgewerkschaft für den Bereich der Polizei. Die PBG befand sich im Jahr 2006 im Insolvenzverfahren. Seitdem geht von ihr keine Aktivität mehr aus. Ihre Existenz ab diesem Zeitpunkt kann angezweifelt werden.

## Organisation
Die PBG hatte Landesverbände in Nordrhein-Westfalen, Sachsen und Thüringen. Im Oktober 2006 wurde in Baden-Württemberg ein Polizeibeschäftigter als Gewerkschaftsbeauftragter eingesetzt und mit dem Aufbau eines Landesverbandes betraut.
Die PBG ging aus der Polizei-Basis-Initiative hervor, die 1993 von Toni Zeller in Nordrhein-Westfalen gegründet wurde und am 2. Dezember 1994 ins Vereinsregister beim Amtsgericht Jülich eingetragen wurde. Die PBG wurde am 9. März 1996 gegründet.
Auf ihrer Ländertagung am 6. und 7. November 2003 in Königswinter beschloss sie die sogenannte Polizei-Agenda 2010. Darin forderte sie u. a. ein Ende der ständigen Reformen im Polizeibereich, eine eigene Besoldungsordnung P für den Polizeibereich, die Erhebung von Gebühren für die Leistungen der Polizei.

## Kritik
In der breiten Öffentlichkeit wurde die Gewerkschaft vor allem durch Vorwürfe bekannt, dass sie zweifelhafte Werbepraktiken betreiben würde. Die drei anderen Polizei-Gewerkschaften Gewerkschaft der Polizei im DGB, Deutsche Polizeigewerkschaft im dbb und Bund Deutscher Kriminalbeamter warfen der Polizei-Basis-Gewerkschaft vor, eigentlich gar keine Gewerkschaft zu sein, sondern ausschließlich finanzielle Ziele zu verfolgen. Dabei seien Geschäftsleute gezielt geködert worden, um eine Anzeigenserie in den Publikationen der PBG zu schalten. Es liefen mehrere Rechtsstreite wegen dieser Behauptungen und möglichen Missbrauches des Begriffes der Polizei. Die Polizei-Basis-Gewerkschaft Thüringen e.V. und Sachsen distanzierte sich von den Werbepraktiken, die vom PBG Bund von NRW aus gesteuert wurden. Das beauftragte Werbeunternehmen handelte in eigener Verantwortung mit rechtskonformen, jedoch in Teilen sittenwidrigen Vertragsklauseln. Entgegen den Vorwürfen der anderen etablierten Polizeigewerkschaften und Berufsvertretungen, die PBG sei keine richtige Gewerkschaft, verfügte sie in Sachsen und Thüringen über einige Personalräte. Die Polizei-Basis-Gewerkschaft verfügte über keine freigestellten Gewerkschaftsfunktionäre und bediente sich auch keiner Werbe- und Service GmbH wie die GdP und DPolG.

## Insolvenz
Über das Vermögen der Bundesvereinigung der Polizei-Basis-Gewerkschaften in Bochum wurde am 12. Mai 2010 am Amtsgericht Bochum (80 IN 266/10) das Insolvenzverfahren eröffnet. Bei der Insolvenzeröffnung handelte es sich jedoch nur um den betroffenen Ableger in NRW. Die Polizei-Basis-Gewerkschaft war über zwölf Jahre lang in Thüringen und Sachsen aktiv und stellte in den neuen Bundesländern bereits Personalräte in den unterschiedlichsten Behörden.